# Rex Lee Jim
 (juin 2022).
Rex Lee Jim, en navajo Mazii Dineltsoi est un écrivain et éducateur en langue diné au Diné College à Tsaile (Arizona). Il est aussi spécialiste dans les relations globales sino-américaines.   

## Œuvres
- Dancing voices : wisdom of the American Indian, 1994
- Duchas Taa Koo Dine : a trilingual poetry collection in Navajo, Irish and English